# 亞拉斯
亞拉斯（英語：Yallahs）是牙買加聖托馬斯堂區的城鎮，位於該國東南部，始建於十六世紀晚期，處於海拔水平面，該鎮北面鹽池的海水鹽量是大西洋的15倍，2010年人口7,653。

## 外部連結
- Aerial view（页面存档备份，存于）.